# الميثاق الأدرياتيكي
الميثاق الأدرياتيكي هو رابطة شكلتها ألبانيا وجمهورية مقدونيا وكرواتيا والولايات المتحدة الامريكية بغرض مساعدة الدول في محاولاتها للانضمام إلى منظمة حلف شمال الأطلسي. 
وقد وقع الميثاق في 2 أيار/مايو 2003 في تيرانا تحت إشراف الولايات المتحدة. وقد تسبب دور الولايات المتحدة في بعض الارتباك، وكثيرا ما كان يسمى بالميثاق الأمريكي-الادرياتيكي.
وفي أيلول/سبتمبر 2008، دعيت الجبل الأسود والبوسنة والهرسك للإنضمام إلى هذه الرابطة، وتم الإنظمام في 4 كانون الأول/ديسمبر 2008. في الوقت نفسه قبلت صربيا مركز المراقب. وفي 1 نيسان/أبريل، 2009، أصبحت ألبانيا وكرواتيا أول دول ضمن هذه المجموعة تنضم إلى منظمة حلف شمال الأطلسي. وفي 5 حزيران/يونيو، 2017، انضم الجبل الأسود إلى حلف الناتو أيضا.

## الأعضاء

### المنضمون في 2003
- ألبانيا (عضو في الناتو منذ 2009)
- كرواتيا (عضو في الناتو منذ 2009)
- جمهورية مقدونيا
- الولايات المتحدة (من مؤسسي الناتو)

### المنضمون في 2008
- البوسنة والهرسك
- الجبل الأسود (عضو في الناتو منذ 2017)

### المراقبون

#### منذ 2008
- صربيا

#### منذ 2012
- كوسوفو